# Sideroxylon macrocarpum
Sideroxylon macrocarpum är en tvåhjärtbladig växtart som först beskrevs av Thomas Nuttall, och fick sitt nu gällande namn av J.R.Allison. Sideroxylon macrocarpum ingår i släktet Sideroxylon och familjen Sapotaceae. Inga underarter finns listade i Catalogue of Life.